# Ива Бебба
И́ва Бебба (лат. Salix bebbiana) — вид лиственных деревьев или кустарников из рода Ива (Salix) семейства Ивовые (Salicaceae).

## Распространение и экология
В природе ареал вида охватывает центральные районы Восточной Сибири (Эвенкия и Якутия), Дальний Восток России, всю территорию Канады, северные и центральные штаты США.

## Ботаническое описание

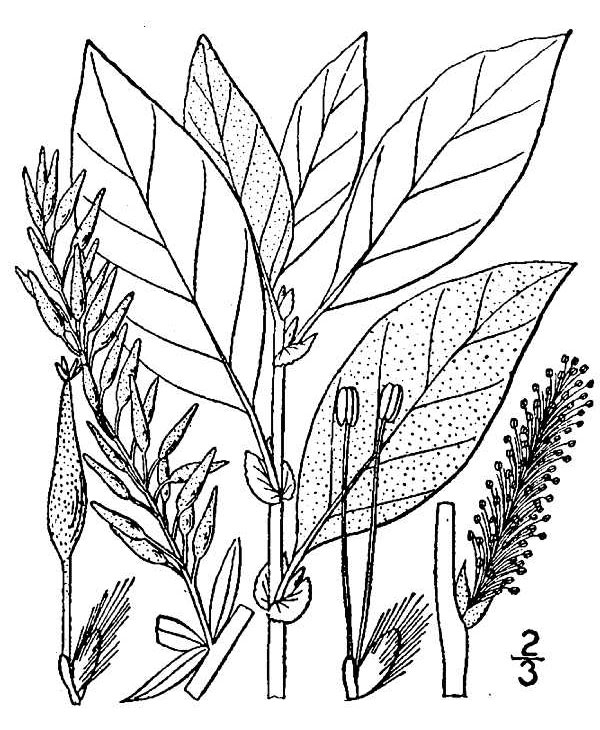

Кустарник высотой 2—5 м, реже дерево высотой 8 м. Молодые ветви серо- или красно-бурые, сильно опушённые, часто войлочные.
Почки мелкие, острые, желтоватые, волосистые. Прилистники полусердцевидные, острые, опадающие. Листья жёсткие, от яйцевидных до ланцетных, с округлым или клиновидным основанием, коротко заострённые, с острозубчатым завороченным краем, с обеих сторон или только снизу густо-беловойлочные, длиной 2,5—7,5 см, шириной 2—4 см, на черешках длиной 0,4—1,2 см.
Серёжки на коротких боковых веточках, развиваются почти одновременно с листьями или несколько позже, длиной 2—4 см. Прицветные чешуи языковидные или узко-яйцевидные, светлые, волосистые, остающиеся или опадающие. Тычинки в числе двух, свободные, голые, с жёлтыми пыльниками. Завязь шиловидно-коническая, длиной 5—6 мм, шелковистая; столбик короткий или почти незаметный; рыльце двух—четырёх-раздельное, почти сидячее.

## Значение и применение
Очень хорошо поедается северным оленем (Rangifer tarandus) и европейским лосём (Alces alces Linnaeus). По наблюдениям в Канаде, хорошо поедается крупным рогатым скотом и особенно овцами.

## Таксономия
Вид Ива Бебба входит в род Ива (Salix) семейства Ивовые (Salicaceae) порядка Мальпигиецветные (Malpighiales).
|  |                                      |  |                                                             |                                                             |                  |  | ещё 36 семейств (согласно Системе APG II) | ещё 36 семейств (согласно Системе APG II) |                    |  |  |  | ещё более 500 видов |
|  |                                      |  |                                                             |                                                             |                  |  | ещё 36 семейств (согласно Системе APG II) | ещё 36 семейств (согласно Системе APG II) |                    |  |  |  | ещё более 500 видов |
|  |                                      |  |                                                             | порядок Мальпигиецветные                                    |                  |  |                                           |                                           | род Ива            |  |  |  |                     |
|  |                                      |  |                                                             | порядок Мальпигиецветные                                    |                  |  |                                           |                                           | род Ива            |  |  |  |                     |
|  | отдел Цветковые, или Покрытосеменные |  |                                                             |                                                             | семейство Ивовые |  |                                           |                                           | вид Ива Бебба      |  |  |  |                     |
|  | отдел Цветковые, или Покрытосеменные |  |                                                             |                                                             | семейство Ивовые |  |                                           |                                           |                    |  |  |  |                     |
|  |                                      |  | ещё 44 порядка цветковых растений (согласно Системе APG II) | ещё 44 порядка цветковых растений (согласно Системе APG II) |                  |  |                                           | ещё около 57 родов                        | ещё около 57 родов |  |  |  |                     |
|  |                                      |  |                                                             | ещё 44 порядка цветковых растений (согласно Системе APG II) |                  |  |                                           |                                           | ещё около 57 родов |  |  |  |                     |